# My Baby Left Me
«My baby left me» en español: —Mi chica me dejó— es una canción del género ryhthm blues compuesto por Arthur Crudup  y grabado en 1950 en Chicado acompañado de Ransom Knowling en bajo y Judge Riley en batería. Fu editado al año siguiente por RCA Victor 22–0109.

## Versión de Elvis Presley
El tema obtuvo una mayor difusión cuando Elvis Presley realizó su propia versión en 1956 tras su contrato con la compañía RCA,  grabando la canción en los estudios de New York y posteriormente editándose como cara B de un disco simple con I want you, I need you, I love you en su cara A. El sencillo tuvo unos 300.000 pedidos anticipados y logró convertirse en el segundo disco de oro de Elvis logrando luego ventas de más de 1,3 millones de copias. 
Además de editarse como sencillo, My baby left me formó parte del primer álbum de Presley en 1956 titulado homónimamente «Elvis Presley».

### Otras versiones
La cantante Wanda Jackson, que a veces compartía cartel con Presley también hizo su versión del tema,  al igual que luego haría Credence Clearwater Revival que incluyó una interpretación de esta canción en su álbum Cosmo's factory de 1970 y posteriormente haría lo propio el cantante Elton John. 

## Tributo a Elvis por Slade
«My Baby Left Me» fue versionada por la banda de rock británica Slade en 1977 y lanzada como sencillo fuera de álbum como tributo a Elvis Presley, quien murió en agosto de ese año. La versión de Slade fusionó «My Baby Left Me» con «All Right», otra pista escrita por Crudup e igualmente interpretada por Presley. «My Baby Left Me But That's Alright Mama» alcanzó el puesto 32 en el Reino Unido y permaneció en las listas durante cuatro semanas. 

## En la cultura popular
En el capítulo de la serie ALF titulado «Mentes sospechosas» ALF cree que su vecino es Elvis Presley (interpretado por Pete Wilcox) que ha simulado su muerte para huir de la fama. Tras oirlo cantar desafinadamente, ALF le dice «Ahora entiendo por qué tu chica te dejó ¡cantas horrible! Necesitas practicar. Has estado muerto mucho tiempo.» 